# Kibboutz de Rosh Hashana

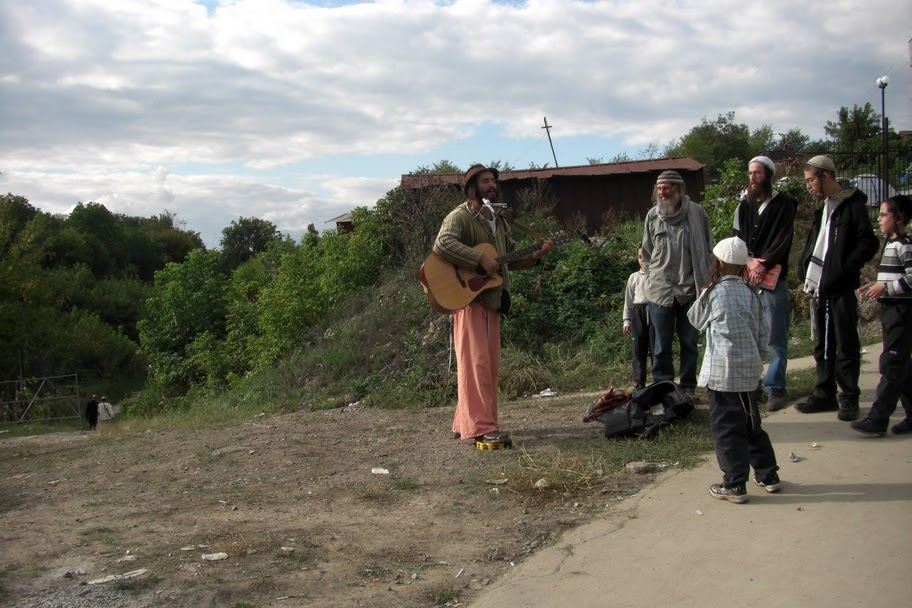
Veille de Rosh Hashana a Ouman

Le kibboutz Rosh Hashana (hébreu: קיבוץ ראש השנה « rassemblement de Roch Hachana ») est une tradition propre au hassidisme Bratslav.
Lors de la fête solennelle de Roch Hachana, le nouvel an juif, des milliers de Breslover hassidim effectuent généralement un pèlerinage sur la tombe du fondateur de leur mouvement, Rabbi Nahman, à Ouman, bien que des rassemblements se soient tenus en divers endroits, en raison des circonstances.
Cette coutume a exercé un impact non négligeable sur les esprits depuis son institution : elle inspirera un siècle plus tard les pionniers laïcs pour le nom de leurs collectivités et attire ces dernières années des juifs ashkenazes de tous niveaux de pratique religieuse ainsi que des séfarades.

## Le Rosh Hachana de Rabbi Nahman

### De son vivant
Le premier kibboutz de Rosh Hachana est initié par Rabbi Nahman de Breslev. En effet, de son vivant, Rabbi Nahman demanda que ses disciples se réunissent en sa présence, trois fois par an : Hanouka, Shavouot et Rosh Hachana. Ces trois réunions étaient respectées, mais Rosh Hachana, plus que toute autre fête, rassemblait toute personne qui avait un rapport proche ou lointain avec le Maître et son École. Des centaines de fidèles se rassemblent autour de lui pour la prière, les repas festifs, et pour écouter les leçons de Torah enseignées par le Rabbi. Lorsqu'on lui demande pourquoi Rosh Hachana est si important, Rabbi Nahman explique : « Mon Rosh Hachana est au-dessus de tout ! Je me demande, puisque mes disciples croient en moi, pourquoi ne font-ils pas en sorte d'être tous là, et que personne ne manque ? Car tout mon objectif est seulement Rosh Hachana. »
Rabbi Na'hman ordonna de lancer l'appel : « Que toute personne qui s'intéresse à lui vienne à Rosh Hashana sans exception. Ainsi, qui parviendra à se joindre à ce Rosh Hachana, devra beaucoup se réjouir : "mangez des délices, buvez des douceurs, car la joie en Dieu est votre force ! » À un de ses disciples qui dit qu'il préférait visiter le Rabbi le Chabbat après Rosh Hachana, quand il aurait plus de place pour prier, manger et dormir, le Rabbi répondit : « Que vous mangiez ou que vous ne mangiez pas ; que vous dormiez ou que vous ne dormiez pas ; que vous priez ou que vous ne priez pas: soyez seulement certains d'être avec moi pour Roch Hachana ! » Il explique également que si ses disciples se « maintiennent ensemble » ils deviendront « des gens valables (cacher) » car « Dieu m'aidera, sans nul doute, que tout se passe comme je le désire. Et toute personne qui s'attachera à l'un de mes hommes, deviendra quelqu'un de valable (cacher). Pas seulement valable, mais un Juste accompli, comme je le veux. »
Le Kibboutz d'alors attire à Breslev, des centaines de Hassidim.
Lorsqu'en avril 1810, la ville de Breslev brûle, Rabbi Nahman déménage à Ouman, où il vit pendant les six derniers mois de sa vie.
Il est enterré selon son souhait sur cette colline d'Ouman aux milliers de Martyrs, dans le vieux cimetière déjà désaffecté.
Rabbi Nahman ordonna de maintenir la réunion annuelle après sa mort et promit de s'y trouver présent, parmi ceux qui se rassembleraient en cette circonstance:
- "Je quitterai le Nid de l'Oiseau pour descendre parmi mes hommes à Rosh Hachana !"[6]
- "Mon Rosh Hachana surpasse tout. Qui aura passé Rosh Hachana chez moi devra se réjouir toute l'année !"[6]
- "Toute personne qui viendra sur ma Tombe, récitera les dix Psaumes et donnera une pièce d'aumône à ma mémoire, je me mettrai en long et en large pour l'aider. Par les papillotes, je le tirerai de l'enfer le plus bas!"[7]
- "Non seulement vous mes élèves dépendez de mon Roch Hachana mais le monde entier dépend de Mon Roch Hachana"[8].

En créant le Kibboutz de Rosh Hashana, Rabbi Nahman tente de réunir des hommes sous un même toit, dans l'harmonie, mais avec le respect de la différence. Lorsqu'on lui annonce que parmi ces élèves certains cherchent querelle a d'autre, Il indique qu'il « juge tout le monde du côté de l'indulgence, sauf les causeurs de querelles » et crée le Kibouts qui est l'opposé-même de la querelle et de la division
Sachant cela, les participants aux Kibouts redoublent d'efforts et parviennent à une entente unique. Cette effusion d'amitié, Rabbi Nahman l'enjoigne en ces termes dans son testament : « Ne vous séparez jamais ! Restez amis ! Supportez la différence et les inconvénients qu'elle occasionne. Pour supporter la différence de l'autre et d'en supporter ses inconvénients, il suffit de ne regarder que l'aspect positif des gens »

### Après son décès
Le premier kibboutz de Rosh Hashana après la mort de Rabbi Nahman est organisé par Reb Noson autour du mausolée, offert par sa seconde épouse. Depuis, le Kibbouts se perpétue d'année en année. Ainsi comme l'avait demandé le Maître, tous les fidèles se réunissent aux grand kibboutz de Rosh Hashana. Devant le nombre sans cesse croissant d'adeptes, Rabbi Nathan décide de construire une Synagogue, le Kloyz tout d'abord bâti en bois et dont la dernière reconstruction en pierre demeure encore jusqu'à ce jour. Cette synagogue abrita les heures de gloire de la Yeshiva d'Ouman, depuis Rabbi Nathan jusqu'en 1937, soit environ cent ans,
Après la mort de Reb Nosson le kibbouts est organisé par : Nahman Hazan, Abraham Sternhartz, Levi Its'hak Bender et Mihal Dorfman.
Au début du XIXe siècle, le Kibboutz atteint son apogée. Des trains affluent de Pologne et des autres villes de Russie. Mais à l'avènement du bolchévisme, la communauté est fortement éprouvée : les juifs sont spoliés et massacrés, les synagogues sont pillées et confisquées. Mais clandestinement, presque chaque année, le kibbouts avait lieu.

## Sous le communisme

### Contexte historique
Après la Révolution d'Octobre, Ouman devient une ville fermée et strictement interdite aux étrangers. Lénine installe au pouvoir la dictature populaire avec sa partenaire indissociable : la dénonciation. Il rend illégales les synagogues, les écoles juives et le rabbinat. Lénine crée la  Yevsektsia (section hébraïque), juifs assimilationnistes qui traquent les résistants de l'intérieur. Pourtant, quelques centaines de rabbins bravent cette menace et continuent "pratique et activisme": Le père du Rabbi de Loubavitch, R. Levi Itshak Shneerson (mort en exil) et R. Lévy Itzhak Bender, font partie des quelques rabbins qui tinrent tête à Lénine puis à Staline. R. Lévy Itzhak Bender dirige dans les caves d'Ouman des classes d'enfants clandestines et rassemble tous les ans, jusqu'en 1935, un minyane sur la tombe du Rabbi.
La Seconde Guerre mondiale et la Shoah déciment le nombre de Breslover hassidim qui vivent en Russie. En 1940, la population juive d'Ouman est anéantie par les nazis et leurs collaborateurs. Ils sont enterrés dans la fosse d'Ouman, Sukhoy Yar. En 1942, le mausolée construit sur la tombe de Rabbi Nahman est détruit par les Allemands. Rav Zanvel, un Hassid d'Ouman, s'empresse alors d'aller repérer en terre, les quatre piliers du petit édifice, ce qui a permis de localiser la dalle jusqu'à nos jours.
De 1945 à 1950, Staline renforce les persécutions des Juifs. C'est le fameux procès des Blouses blanches. La population se met à spolier systématiquement quiconque est d'identité juive. En 1953 Staline meurt. Khrouchtchev qui lui succède, prendra comme première mesure l'amnistie de centaines de milliers de détenus. Mais les mesures antisémites ne se sont que partiellement adoucies. Bien que le communisme batte encore son plein, un léger relâchement se fait ressentir au début des années 1960, et dès 1963, la déstalinisation, permet aux premiers groupes extérieurs de revenir à Ouman. C'est le Rav Rosenfeld et Guédalia Fleer de New York, qui forment et dirigent ces groupes. À cette époque, il était très rare d'obtenir des visas pour la ville d'Ouman, visas sans lesquels il est interdit de visiter une ville soviétique. Avec la Perestroïka en 1985 et la fin du communisme, le kibboutz d'Ouman reprend, avec aujourd'hui plus de trente mille personnes qui y participent chaque année.

### Chroniques du Kibboutz
Depuis le départ de Rabbi Na'hman jusqu'au début du bolchévisme, le Kibboutz incontesté se passe à Ouman. Entre les deux guerres, deux Kibboutzim sont institués: l'un à Varsovie, l'autre à Lublin. Les Hassidim restés en URSS continuent cependant à se réunir, au risque de déportation en Sibérie et parfois même de leur vie. Le dernier kibboutz avant la Seconde Guerre mondiale a lieu en 1938. Vingt-sept hassidim qui ont survécu jusqu'à la purge, risquent leurs vies pour participer à ce rassemblement. Dix-sept de ces Hassidim sont déportés, leur sort demeure inconnu.
Après la Seconde Guerre mondiale, le noyau de Breslev se reconstitue à Jérusalem, la Pologne ayant été littéralement décimée et la Russie demeurant inaccessible derrière son rideau de fer. Le grand Kibboutz se reforma donc à Jérusalem, puis sous l'initiative de Rav Avraham Sternhartz, un autre fut instauré à Méron, sur le tombeau de Rabbi Shimon bar Yohaï.
Enfin, aux États-Unis, les Hassidim de Breslev instituèrent eux aussi leur propre Kibboutz, organisés jusqu'à la fin des années 1980.
Le Kiboutz d'Ouman reprend en 1948, lorsque 11 hassidim russes viennent à Ouman pour Roch Hachana. À partir de là jusqu'aux années 1970, alors que la plupart des autres hassidim ont émigré en Israël, entre 9 et 13 hassidim font le voyage chaque année. Ils sont souvent obligés de changer l'emplacement de leurs services de prière, d'année en année, pour échapper à la découverte par les autorités.
Au début des années 1950, Mihal Dorfman de Moscou devint l'organisateur officiel du kibboutz de Rosh Hachana. Les Hassidim de toute la Russie le contactent chaque année, afin de connaitre les détails du voyage, et il écrit des lettres à d'autres, les encourageant à poursuivre cette pratique d'être avec Rabbi Nahman de Rosh Hachana, malgré le long voyage et la menace de la surveillance du gouvernement. Depuis 1960 et jusqu'à la chute du communisme en 1989, plusieurs centaines d'Américains et d'Israéliens se sont rendus illégalement à Ouman, pour prier sur la tombe de Rabbi Nahman. En 1988, pour la première fois le gouvernement soviétique permet à 250 citoyens étrangers de rester à Ouman pour Rosh Hachana.
L'année suivante, entre 700 et 900 hassidim participent aux Kibbouts. En 1990, plus de 2 000 hassidim y assistent. Le nombre de personnes croît rapidement et en 2009 plus de 35 000 personnes participent au grand rassemblement.